# 丁默邨
丁默邨（1901年—1947年7月5日 ），又名丁默村，原名丁勒生，中国湖南常德人（今常德市武陵区）。曾任汪精卫政权社會部部長、浙江省主席。1947年7月5日，於苏州狮子口监狱刑場為國民政府所處決。

## 經歷
1920年，入讀常德湖南省立第二師範學校，並加入學生會。1921年秋，於上海受施存统賞識，加入中国共产党。返常德后，組織社會主義青年小组，任書記。1924年第一次国共合作时期，脱离共产党，自行去上海加入中國國民黨。1925年，前往国民党治下的广州。1926年，任職國民黨中央組織部調查科（情報機構中統的前身）。1930年，派回上海，轉任特工，表面則是明光中学校長。1934年，受國民黨元老陳立夫舉薦，任军統第三處（邮检处）處長，负责邮电检查。1937年抗日战争爆发后，受戴笠等人排挤。1938年，军统裁撤第三处，丁默邨僅在军委領少将参议的空職衔，地位一落千丈。
是年日本企圖撲滅上海抗日力量，擬組織一支特工隊伍，選中丁默邨，李士群因此派了丁默邨的同乡前往昆明，表明李愿任丁的副手，邀请丁赴上海。丁於同年冬潛往上海與日本人會合。1939年2月，丁投拜日本大本營特務部長土肥原賢二，提出破獲藍衣社及共產黨地下組織方案的「上海特工計劃」為見面禮。土肥原賢二派晴氣慶胤給予指導，繼由大本營參謀總長下達「援助丁默邨一派特務工作的訓令」，並與李士群合組特工總部於上海極司非爾路76號，丁、李分別為正、副主任，使国民政府在上海、南京的抗日组织遭到毁灭性破坏。日本記者稱之為「嬰兒見之都不敢出聲的恐怖主義者」，部份國人則稱為「丁屠夫」。
1939年8月，汪精衛國民黨六大在76號秘密召開，丁默邨被推選為中央委員，接著汪提名任中央常委兼社會部部長。1940年初，日本召開青島會議，丁默邨被推為還都籌備委員會委員。1940年2月1日，丁任汪精衛和日本的東亞聯盟中國總會所屬社會福利委員會主任委員。1941年，丁默邨發表「歲首感言」一文，主張惟有東亞會戰勝利，東亞民族才能解放。誇耀日軍戰功，鼓吹整軍建國，加強訓練，與日軍並肩作戰，實現大東亞共榮圈。1943年，丁默邨任汪精衛國民黨中央政治委員會委員，參與國策的制定，是中日基本條約、中日滿同盟條約，及對英、美宣戰的主謀者之一。1939年起，丁默邨先後任職汪精衛政權社會部、交通部、社會福利部等部長、及浙江省主席等要職。
1945年9月，被蔣中正國民政府逮捕。作家龍應台則指出，丁默邨自1941年起接受國民黨元老陳立夫招降，成為國民政府在敵營的內應。並通過戴笠、顧祝同向蔣介石保證：「決心以原樣的浙江歸還中央，決不讓共產黨搶去。」陳立夫及軍統高層戴笠均曾保證丁默邨的生命安全。但丁後來在獄中生病、保外就醫。根據陳立夫的回憶，保外期間，丁順道遊覽玄武湖，為中央社記者所認出，遂報導《丁默邨逍遙玄武湖》於報上。蔣中正看到，極生氣，說：「生病怎還能遊玄武湖呢？應予槍斃！」
1947年2月8日，首都高等法院判決：偽特工總部主任、曾任汪精卫政权社會部長、交通部長、浙江省政府主席丁默邨通敵叛國，處以死刑:8282。1947年7月5日，於苏州狮子口监狱刑場被國民政府處決，時年46歲。

## 其他
作家張愛玲的短篇小說《色，戒》，被認為是丁默邨與鄭蘋如原型的投射。

### 引用
1. ↑  .   [2007-09-10]. （原始内容存档于2007-09-29）.
2. ↑  . 《中國時報》. 2007-09-17  [2007-09-17]. （原始内容存档于2007-10-27）.
3. ↑  李新 總主編，中國社會科學院近代史研究所中華民國史研究室 編，韓信夫、姜克夫 主編 (编). . 北京: 中華書局. 2011.